# مكاك تايواني
مكاك تايواني (الاسم العلمي: Macaca cyclopis ) (بالإنجليزية: Taiwan macaque)‏ هو نوع من الحيوانات يتبع جنس السعدان المكاك من فصيلة سعادين العالم القديم.